# Богданівська сільська рада (Драбівський район)
Богданівська сільська рада (до 2016 року — Ленінська) — адміністративно-територіальна одиниця та орган місцевого самоврядування у Драбівському районі Черкаської області. Адміністративний центр — село Богданівка.
До 25 березня 2016 року носила назву Ленінська сільська рада.

## Загальні відомості
- Населення ради: 551 особа (станом на 2001 рік)

## Населені пункти
Сільській раді були підпорядковані населені пункти:
- село Богданівка
- с-ще Квітневе

## Склад ради
Рада складалася з 12 депутатів та голови.
- Голова ради: Лашкевич Олександр Володимирович
- Секретар ради: Чорномурова Тетяна Миколаївна

### Керівний склад попередніх скликань
| Прізвище, ім'я, по батькові      | Основні відомості                                                                                   | Дата обрання | Дата звільнення |
| -------------------------------- | --------------------------------------------------------------------------------------------------- | ------------ | --------------- |
| Лашкевич Олександр Володимирович | Сільський голова, 1951 року народження, освіта незакінчена вища, член Соціалістичної партії України | 26.03.2006   | 31.10.2010      |
| Лашкевич Олександр Володимирович | Сільський голова, 1951 року народження, освіта незакінчена вища, безпартійний                       | 31.10.2010   |                 |

Примітка: таблиця складена за даними сайту Верховної Ради України

### Депутати
За результатами місцевих виборів 2010 року депутатами ради стали:

#### За суб'єктами висування
| Суб'єкт висування                                       | Кількість обраних депутатів | %    |
| ------------------------------------------------------- | --------------------------- | ---- |
| Політична партія Всеукраїнське об'єднання «Батьківщина» | 6                           | 50   |
| Самовисування                                           | 5                           | 41,7 |
| Політична партія «Сильна Україна»                       | 1                           | 8,3  |

#### За округами
| № округу                                                | Прізвище, ім'я, по батькові   | Дата визнання обраним | Освіта             | Партійна приналежність | Відомості про обраного депутата             |
| ------------------------------------------------------- | ----------------------------- | --------------------- | ------------------ | ---------------------- | ------------------------------------------- |
| Політична партія Всеукраїнське об'єднання «Батьківщина» |                               |                       |                    |                        |                                             |
| 4                                                       | Корпан Валентина Дмитрівна    | 01.11.2010            | середня спеціальна | позапартійна           | СТОВ «Пальміра» відділ Ленінське, доярка    |
| 5                                                       | Чорномурава Тетяна Миколаївна | 01.11.2010            | середня спеціальна | позапартійна           | Ленінська сільська рада, секретар           |
| 9                                                       | Лях Наталія Григорівна        | 01.11.2010            | середня спеціальна | позапартійна           |                                             |
| 10                                                      | Романенко Галина Іванівна     | 01.11.2010            | середня спеціальна | позапартійна           |                                             |
| 11                                                      | Остапчук Валентина Іванівна   | 01.11.2010            | середня спеціальна | позапартійна           |                                             |
| 12                                                      | Портянко Валентина Вікторівна | 01.11.2010            | вища               | позапартійна           | Ленінська сільська рада, головний бухгалтер |
| Політична партія «Сильна Україна»                       |                               |                       |                    |                        |                                             |
| 2                                                       | Рослик Володимир Миколайович  | 01.11.2010            | середня спеціальна | позапартійний          | Ленінська загальноосвітня школа, вчитель    |
| Самовисування                                           |                               |                       |                    |                        |                                             |
| 1                                                       | Коновал Євгеній Миколайович   | 01.11.2010            | вища               | член Партії регіонів   | Ленінська загальноосвітня школа, директор   |
| 3                                                       | Яненко Світлана Володимирівна | 01.11.2010            | середня спеціальна | член Партії регіонів   | Ленінська СБФ, бібліотекар                  |
| 6                                                       | Бондар Геннадій Михайлович    | 01.11.2010            | середня спеціальна | член Партії регіонів   | СТОВ «Пальміра» відділ Ленінське, водій     |
| 7                                                       | Клімова Ніна Андріївна        | 01.11.2010            | середня спеціальна | член Партії регіонів   | пенсіонер                                   |
| 8                                                       | Сотник Валентина Василівна    | 01.11.2010            | вища               | член Партії регіонів   | Ленінська загальноосвітня школа, вчитель    |